# Politica del Regno Unito
Il sistema politico del Regno Unito è composto da un complesso di parlamentarismo, monarchia e democrazia, che convivono in un sistema pluripartitico. Il primo ministro è capo del governo. Il potere esecutivo è esercitato dal governo, quello legislativo sia dal governo che dalle due camere del Parlamento, la House of Lords e la House of Commons. Quello giudiziario è indipendente da esecutivo e legislativo.
Il sistema di governo del Regno Unito, noto come Sistema Westminster, è stato adottato anche da altri paesi, come Canada, India, Australia, Nuova Zelanda, Singapore, Malaysia e Giamaica, che un tempo facevano parte dell'Impero britannico.
La Costituzione non è codificata in un testo come per la quasi totalità dei Paesi occidentali, bensì si ricava da convenzioni costituzionali, atti legislativi plurisecolari. 
Dalla fine degli anni '90 alcuni poteri legislativi ed amministrativi sono stati devoluti alla Scozia, al Galles e all'Irlanda del Nord, ridimensionando il ruolo del Parlamento di Londra.

## Monarchia
Il capo dello stato con potere esecutivo, legislativo e giudiziario del Regno Unito è il monarca britannico, attualmente il Re Carlo III del Regno Unito, i tre poteri vengono poi esercitati anche da altri organi governativi. Tuttavia, la sovranità completa non risiede più nel monarca dal 1689, anno di approvazione del Bill of Rights, che stabilì il principio di sovranità parlamentare. Nonostante ciò, il Monarca resta Capo di Stato, simile nelle funzioni a un Presidente di una repubblica parlamentare.

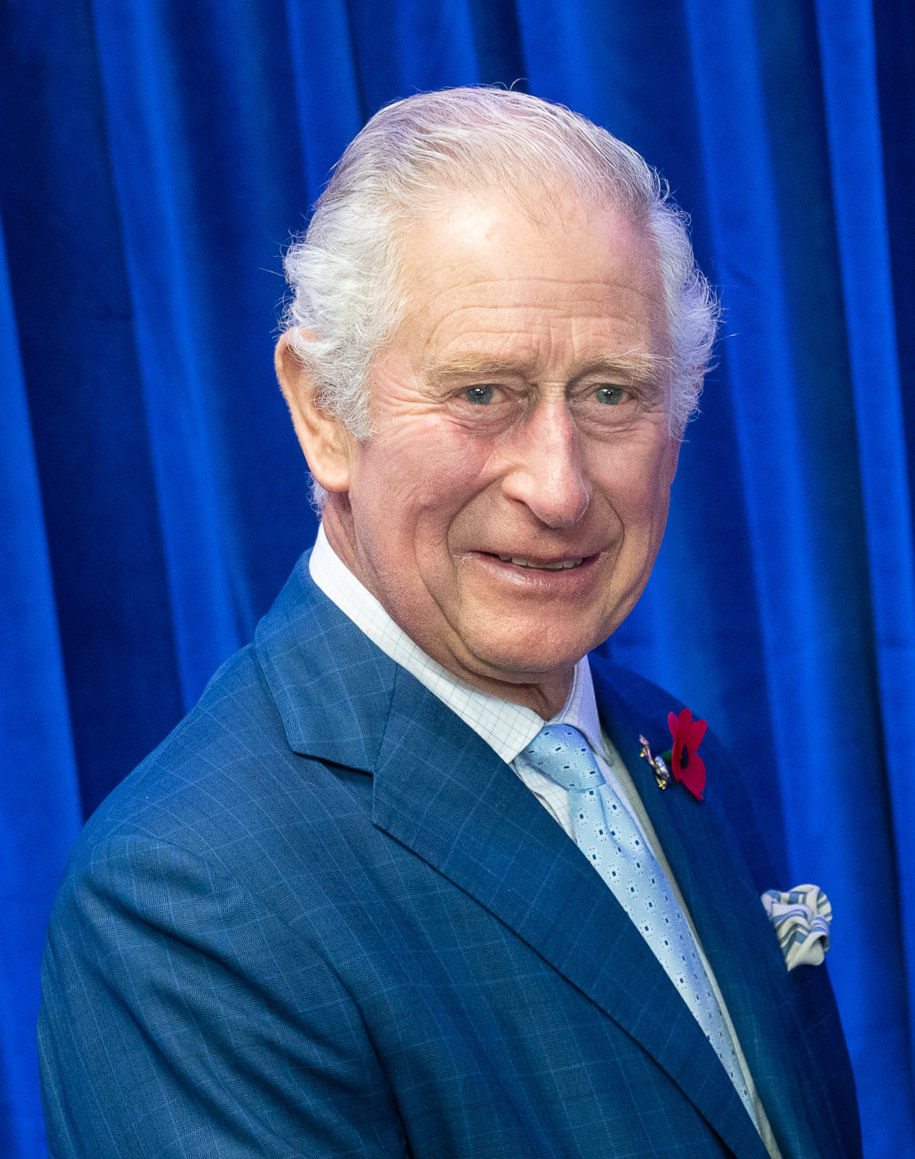
Il Re Carlo III

Il monarca ha il diritto di scegliere qualsiasi cittadino britannico come suo Primo Ministro. Il Primo Ministro è il leader del partito di maggioranza nella Camera dei Comuni. Il monarca ha la possibilità di negare la sanzione regia alle proposte di legge approvate dal Parlamento; questo potere però non è più esercitato dal 1708. La regina Anna fu l'ultimo monarca ad esercitare questo potere, l'11 marzo 1708, su un decreto di invio dell'esercito in Scozia. Gli altri poteri regali, detti prerogative reali, sono esercitati dal Primo Ministro e dal Gabinetto, con il consenso del monarca.
Oggi il Sovrano ha un ruolo limitato nell'uso del potere da convenzioni e dall'opinione pubblica. Il monarca continua però ad esercitare tre diritti essenziali: il diritto ad essere consultato, il diritto di consigliare e il diritto di mettere in guardia. Il Primo Ministro tiene incontri settimanali confidenziali con il monarca.
In termini formali, la Corona in Parlamento indica il Sovrano. I veri poteri della posizione del Monarca nella Costituzione Britannica non devono essere sottovalutati. Il monarca ha molti poteri, da usare però con discrezione. Ricopre il ruolo necessario di capo di Stato e, in assenza di una separazione distinta dei poteri e con una forte camera bassa, agisce come controllo finale del potere esecutivo. Nel caso, ipotetico, dell'approvazione di una legge minacciante la libertà e la sicurezza dei cittadini britannici, il Monarca può negare la sanzione regia, libero dalle correnti politiche dei partiti. Inoltre, sarebbe difficile per il Parlamento o per il Governo rimuovere il monarca, in quanto egli è comandante in capo delle forze armate che giurano fedeltà a lui e soltanto a lui.

## Il potere esecutivo
Il Governo esercita il potere esecutivo. Il Monarca nomina un Primo ministro. Per convenzione, riceve la nomina il membro della Camera dei Comuni che ha più probabilità di formare un governo col supporto della Camera stessa, cioè il leader del partito di maggioranza. Il Monarca, dopo essersi consultato con il Primo ministro, sceglie quindi gli altri ministri che formeranno il Governo e saranno posti a capo, quali responsabili politici, dei vari dipartimenti governativi. Per convenzione costituzionale, i ministri sono scelti tra i membri della Camera dei Comuni o tra i pari della Camera dei Lord. In totale, i membri del governo sono circa un centinaio. Quelli preposti ai dipartimenti più importanti formano il Gabinetto ed attualmente sono circa una trentina. Insieme tutti i ministri formano il "Consiglio dei ministri"
Come nelle altre monarchie parlamentari, il potere esecutivo, impersonato dal governo, deriva dal Parlamento e, soprattutto, dal Monarca ed è responsabile di fronte a lui. Il successo di una mozione di sfiducia costringe il governo a dimettersi, oppure a indire nuove elezioni. In pratica, i membri del parlamento aderenti ai partiti maggiori sono attentamente controllati dai cosiddetti Whips, ossia i capigruppo, i quali si adoperano affinché i voti espressi seguano la politica promossa dal partito. Se il governo dispone di una larga maggioranza, quindi, è improbabile che non riesca a far approvare i disegni di legge proposti. Margaret Thatcher nel 1983 e Tony Blair nel 1997, ad esempio, furono portati al potere da maggioranze così ampie da assicurare la vittoria praticamente in tutti i voti parlamentari, anche in presenza di minoranze dissenzienti nei loro partiti. Questo permise loro di attuare radicali programmi di riforma e innovazione. Governi con minori margini o sostenuti da coalizioni sono maggiormente vulnerabili. In questi casi, può essere necessario ricorrere a misure "estreme", come portare a votare anche i parlamentari ammalati, per raggiungere l'indispensabile maggioranza. I governi con una maggioranza ridotta che, come quello di John Major, possono facilmente perdere votazioni se un numero relativamente piccolo di parlamentari loro sostenitori non approva le proposte di legge governative, trovano quindi maggiori difficoltà ad attuare programmi forieri di contrapposizioni e sono spesso costretti a trattare i loro programmi con le varie correnti del partito che li sostiene, o a cercare appoggi tra i parlamentari dell'opposizione.
Nel novembre del 2005, il governo Blair subì la sua prima sconfitta parlamentare, quando non riuscì a far approvare una legge che estendeva a novanta giorni la durata della carcerazione preventiva per i sospetti di terrorismo. Nel XX secolo, solo tre volte il governo fu sconfitto in votazioni dei Comuni sulle sue proposte legislative: l'ultimo caso avvenne nel 1986, per la Shop Hours Bill.
L'esecuzione delle decisioni del Ministro è effettuata da un'organizzazione permanente politicamente neutrale nota come il Civil Service, il cui ruolo è quello di coadiuvare il Governo in carica indipendentemente dal partito politico al potere. Diversamente da alcune altre democrazie, infatti, gli alti dirigenti del Civil service conservano il loro posto, anche se interviene un cambiamento del Governo. La direzione amministrativa del Dipartimento è quindi, affidata ad un alto dirigente che appartiene al servizio civile ed è noto nella maggior parte dei Dipartimenti come Segretario Permanente. La maggioranza dei membri del servizio civile in pratica lavora nelle Agenzie Esecutive, che sono organizzazioni operative separate che fanno capo ai Dipartimenti di Stato.
"Whitehall" è un termine spesso usato come sinonimo per la sede centrale del Servizio Civile. Questo perché la maggior parte dei Dipartimenti del Governo hanno sede nell'ex Palazzo Reale di Whitehall o intorno ad esso.

## Il potere legislativo

Grafico delle elezioni generali nel Regno Unito.

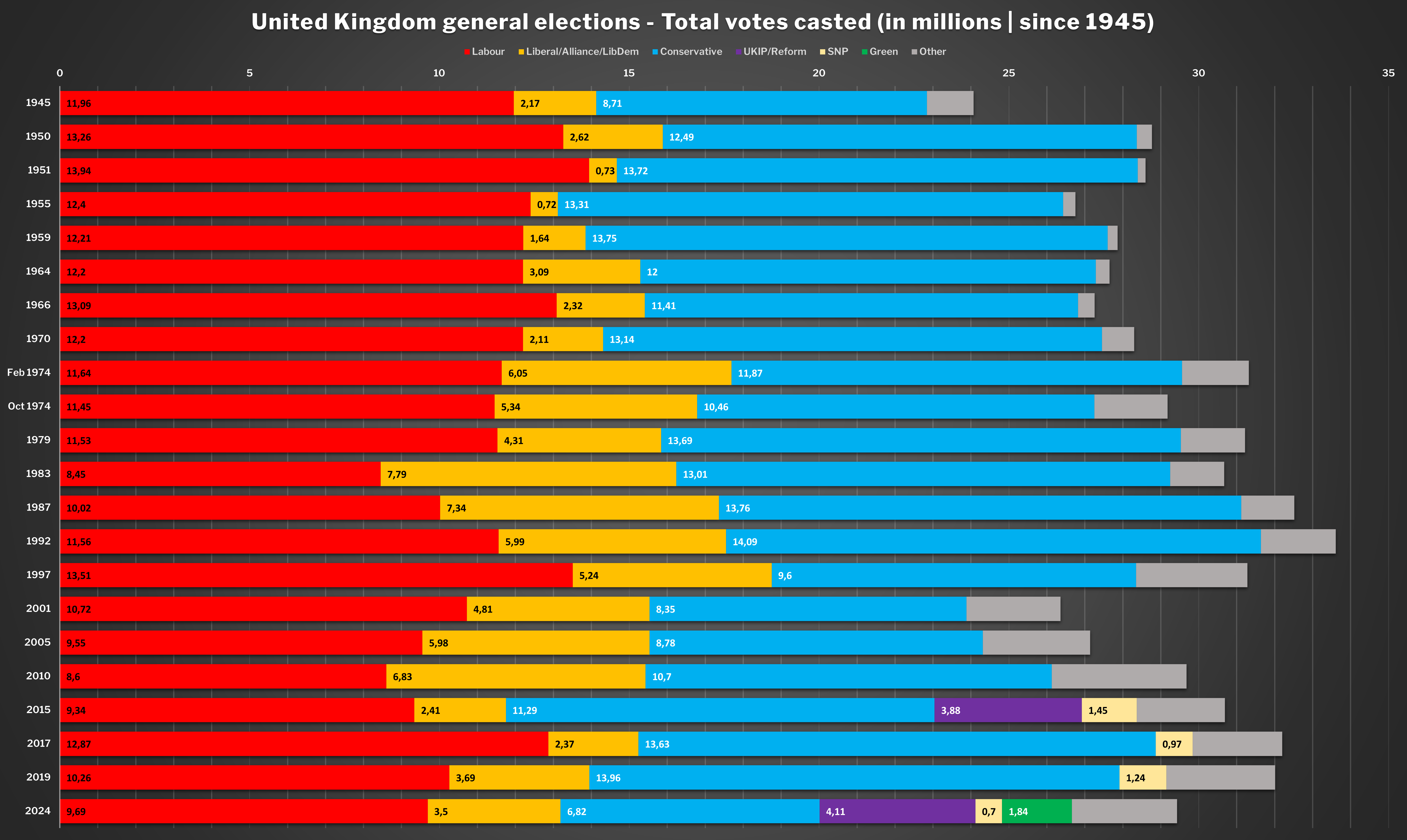
Elezioni generali del Regno Unito, per numero di voti assoluti ottenuti dai partiti, dal 1945 in poi.

Il Parlamento è il centro del sistema politico del Regno Unito. È l'organo legislativo supremo (grazie alla sovranità parlamentare) e ha il potere di votare la sfiducia al Governo, che è responsabile di fronte ad esso. Il Parlamento è bicamerale ed è composto dalla Camera dei Comuni e dalla Camera dei Lord.
Per lungo tempo il Governo poteva chiedere al Monarca lo scioglimento del Parlamento in ogni tempo, secondo le proprie valutazioni e a propria discrezione, fino al 2011, quando il Parlamento ha approvato il Fixed-term Parliaments Act 2011, Secondo il quale il Parlamento può essere sciolto solo in due casi: 
- se la Camera dei Comuni vota una mozione di sfiducia, a meno che non decida entro i successivi 14 giorni che il Governo gode della sua fiducia;
- quando la Camera dei Comuni stessa decide, a maggioranza dei due terzi dei suoi membri (inclusi i seggi vacanti), che ci saranno elezioni anticipate.

### La Camera dei Comuni

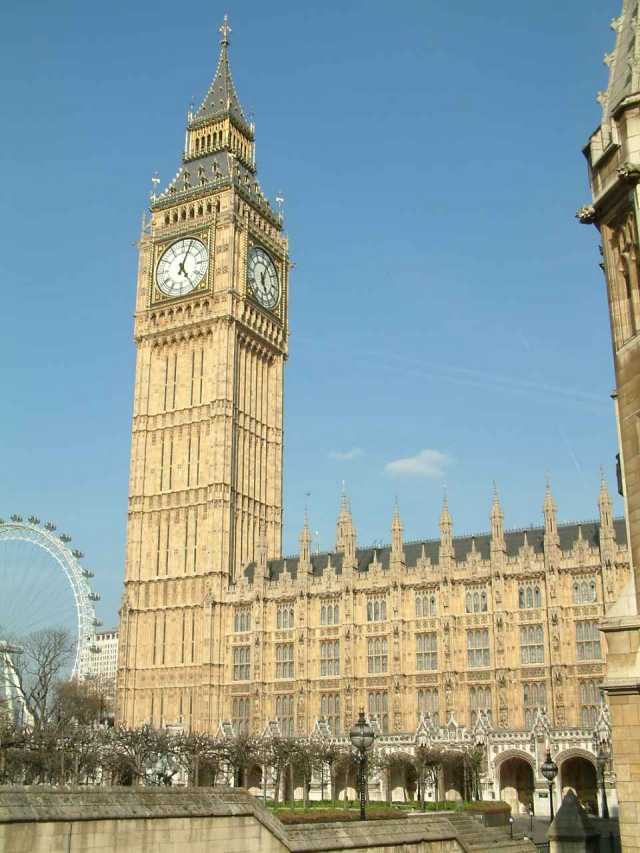
Il Parlamento si riunisce nel Palazzo di Westminster

Il Regno Unito è suddiviso in collegi, aventi all'incirca la stessa popolazione, ognuno dei quali elegge un membro (MP) della Camera dei Comuni. Dei 646 membri, solo uno non appartiene ad alcun partito politico. Nella storia moderna, tutti i Primi Ministri e i Leader dell'opposizione sono stati scelti fra i Comuni e non fra i Lords. Alec Douglas-Home lasciò la Camera dei Lord dopo essere diventato Primo Ministro nel 1963, e l'ultimo Primo Ministro proveniente dai Lords prima di lui fu Robert Gascoyne-Cecil, marchese di Salisbury, dimessosi nel 1902.
Un partito ottiene solitamente la maggioranza dei seggi del Parlamento, a causa del sistema elettorale maggioritario, che contribuisce a mantenere il sistema bipartitico britannico. Normalmente, il monarca chiede a una persona di formare un governo che possa sopravvivere nella Camera dei Comuni, una cosa che normalmente un governo di maggioranza riesce a fare.
In circostanze eccezionali il monarca chiede di 'formare un governo' con una minoranza parlamentare che nel caso in cui nessun partito abbia ottenuto la maggioranza, richiede la formazione di un governo di coalizione. Questa opzione è stata scelta solo in tempi di emergenza nazionale, come la guerra. Questa possibilità è stata data nel 1916 a Andrew Bonar Law e, dopo il suo rifiuto, a David Lloyd George. Ma le recenti elezioni (elezioni generali del 2010) hanno dimostrato come questa circostanza possa verificarsi anche in tempi non sospetti, infatti nessuno dei tre partiti principali (Partito Laburista, Partito Conservatore, e Liberal Democratici) ha ottenuto la maggioranza dei seggi. Per questo motivo il neoeletto premier britannico David Cameron, leader dei conservatori, ha raggiunto un accordo politico con Nick Clegg, leader dei liberal democratici, per formare un governo di coalizione in modo da raggiungere la maggioranza assoluta e governare quindi stabilmente.
È importante notare che il governo non viene formato con un voto della Camera dei Comuni, ma semplicemente per una richiesta del monarca e rimane in carica fino a che si ritiene goda della fiducia dei Comuni. La Camera bassa può esplicitare il suo dissenso dal governo respingendo una mozione di fiducia o approvandone una di sfiducia. D'altronde, anche il voto negativo su proposte riguardanti punti basilari del programma e dell'azione di governo (come la legge di bilancio) viene considerato una chiara indicazione del fatto che il governo non gode più della fiducia parlamentare. La Camera dei Comuni ha la prima possibilità di indicare la fiducia al nuovo governo quando vota il Discorso del Trono (il programma legislativo proposto dal nuovo governo).
| Partito                                                      | 2019   | 2019  | 2017   | 2017  | 2015   | 2015  | 2010   | 2010  | 2005   | 2005  | 2001   | 2001  | 1997   | 1997  | 1992   | 1992  | 1987                       | 1987                       | 1983                       | 1983                       | 1979   | 1979  |
|                                                              | % Voti | Seggi | % Voti | Seggi | % Voti | Seggi | % Voti | Seggi | % Voti | Seggi | % Voti | Seggi | % Voti | Seggi | % Voti | Seggi | % Voti                     | Seggi                      | % Voti                     | Seggi                      | % Voti | Seggi |
| Conservatori                                                 | 43,6   | 365   | 42,3   | 317   | 36,9   | 331   | 36,1   | 306   | 30,65  | 198   | 31,7   | 166   | 30,7   | 165   | 41,9   | 336   | 42,2                       | 376                        | 42,4                       | 397                        | 43,9   | 339   |
| Laburisti                                                    | 32,1   | 202   | 40,0   | 262   | 30,4   | 232   | 29,0   | 258   | 35,24  | 356   | 40,7   | 412   | 43,2   | 418   | 34,4   | 271   | 30,8                       | 229                        | 27,6                       | 209                        | 36,9   | 269   |
| Liberal Democratici/ SDP-Alleanza Liberale/ Partito Liberale | 11,6   | 11    | 7,4    | 12    | 7,9    | 8     | 23,0   | 57    | 22,06  | 62    | 18,3   | 52    | 16,8   | 46    | 17,8   | 20    | 22,6                       | 22                         | 25,4                       | 23                         | 13,8   | 11    |
| Partito Socialdemocratico                                    | -      | -     | -      | -     | -      | -     | -      | -     | -      | -     | -      | -     | -      | -     | 0,1    | 0     | Vedi SDP-Alleanza Liberale | Vedi SDP-Alleanza Liberale | Vedi SDP-Alleanza Liberale | Vedi SDP-Alleanza Liberale | -      | -     |
| Partito Nazionale Scozzese                                   | 3,9    | 48    | 3,0    | 35    | 4,7    | 56    | 1,7    | 6     | 1,57   | 6     | 1,8    | 5     | 2,0    | 6     | 1,9    | 3     | 1,3                        | 3                          | 1,1                        | 1                          | 1,6    | 2     |
| Plaid Cymru                                                  | 0,5    | 4     | 0,5    | 4     | 0,6    | 3     | 0,6    | 3     | 0,64   | 3     | 0,7    | 4     | 0,5    | 4     | 0,5    | 4     | 0,4                        | 3                          | 0,4                        | 2                          | 0,4    | 1     |
| Partito Unionista dell'Ulster                                | -      | -     | 0,3    | 0     | 0,4    | 2     | 0,3    | -     | 0,5    | 1     | 0,8    | 6     | 0,8    | 10    | 0,8    | 9     | 0,8                        | 9                          | 0,8                        | 1                          | 0,8    | 5     |
| Partito Unionista Democratico                                | 0,8    | 8     | 0,9    | 10    | 0,6    | 8     | 0,6    | 8     | 0,89   | 9     | 0,7    | 5     | 0,3    | 2     | 0,3    | 3     | 0,3                        | 3                          | 0,5                        | 3                          | 0,2    | 3     |
| UK Unionist Party / Real Unionist                            | -      | -     | -      | -     | -      | -     | -      | -     | -      | -     | 0,1    | 0     | 0,1    | 1     | -      | -     | 0,1                        | 0                          | -                          | -                          | -      | -     |
| Ulster Popular Unionist Party / Indipendenti                 | -      | -     | -      | -     | -      | -     | -      | -     | -      | -     | -      | -     | -      | -     | 0,1    | 1     | 0,1                        | 1                          | 0,1                        | 1                          | 0,1    | 1     |
| United Ulster Unionist Party                                 | -      | -     | -      | -     | -      | -     | -      | -     | -      | -     | -      | -     | -      | -     | -      | -     | -                          | -                          | -                          | -                          | 0,1    | 1     |
| Partito Socialdemocratico e Laburista                        | 0,4    | 2     | 0,3    | 0     | 0,3    | 3     | 0,4    | 3     | 0,5    | 3     | 0,6    | 3     | 0,6    | 3     | 0,5    | 4     | 0,5                        | 3                          | 0,4                        | 1                          | 0,4    | 1     |
| Sinn Féin / Indipendenti Repubblicani                        | 0,6    | 7     | 0,7    | 7     | 0,6    | 4     | 0,6    | 5     | 0,64   | 5     | 0,7    | 4     | 0,4    | 2     | 0,2    | 0     | 0,3                        | 1                          | 0,3                        | 1                          | 0,1    | 0     |
| RESPECT                                                      | -      | -     | -      | -     | -      | -     | -      | -     | 0,3    | 1     | -      | -     | -      | -     | -      | -     | -                          | -                          | -                          | -                          | -      | -     |
| IKHHC                                                        | -      | -     | -      | -     | -      | -     | -      | -     | 0,1    | 1     | 0,1    | -     | -      | -     | -      | -     | -                          | -                          | -                          | -                          | -      | -     |
| Partito Laburista Indipendente                               | -      | -     | -      | -     | -      | -     | -      | -     | -      | -     | -      | -     | 0,0    | 0     | 0,1    | 0     | -                          | -                          | 0,1                        | 0                          | 0,1    | 1     |
| Indipendenti                                                 | -      | -     | 0,1    | 1     | -      | -     | -      | -     | 0,5    | 1     | 0,4    | 0     | 0,1    | 1     | 0,1    | 0     | -                          | -                          | 0,1                        | 0                          | -      | -     |
| Partito per l'Indipendenza del Regno Unito                   | 2,0    | 0     | 1,8    | 0     | 12,6   | 1     | 3,1    | 0     | 2,3    | 0     | 1,5    | 0     | 0,3    | 0     | -      | -     | -                          | -                          | -                          | -                          | -      | -     |
| Partito Verde                                                | 2,7    | 1     | 1,6    | 1     | 3,8    | 1     | -      | -     | 1,0    | 0     | 0,6    | 0     | 0,3    | 0     | 0,5    | 0     | 0,3                        | 0                          | 0,2                        | 0                          | 0,1    | 0     |
| Partito Nazionale Britannico                                 | -      | -     | -      | -     | -      | -     | 1,9    | 0     | 0,7    | 0     | 0,2    | 0     | 0,1    | 0     | 0,1    | 0     | 0,0                        | 0                          | 0,0                        | 0                          | -      | -     |
| Altri candidati                                              | 0,7    | 0     | -      | -     | 1,1    | 1     | 0,2    | 1     | 2,8    | -     | 1,1    | -     | 3,8    | -     | 0,7    | -     | 0,3                        | -                          | 0,6                        | -                          | 1,5    | -     |

- elezioni generali nel Regno Unito del 2015 (Conservatori - Con)
- elezioni generali nel Regno Unito del 2010 (Alleanza politica tra Conservatori e Liberal-Democratici - Con + Lib Dem)
- elezioni generali nel Regno Unito del 1997 (Laburisti - Lab)
- elezioni generali nel Regno Unito del 1992 (Conservatori - Con)
- elezioni generali nel Regno Unito del 1987 (Conservatori - Con)
- elezioni generali nel Regno Unito del 1983 (Conservatori - Con)
- elezioni generali nel Regno Unito del 1979 (Conservatori - Con)

### La Camera dei Lord
La Camera dei Lord (House of Lords) era in precedenza una camera formata da aristocratici, che vi sedevano per diritto ereditario. Ora è composta da membri per diritto ereditario, vescovi della Chiesa anglicana (noti come Lords Spiritual) e membri nominati (Pari a vita, che non trasmettono ai propri discendenti il diritto di sedere alla Camera dei Lord). Anche se un progetto di legge può essere presentato sia ai comuni che alla Camera dei Lord, quest'ultima ha un potere ridotto riguardo alle proposte già approvate dalla Camera bassa. Può proporre emendamenti ed esercitare un veto sospensivo, ossia ritardare l'approvazione della legge per due sessioni parlamentari (dodici mesi). Peraltro, i Parliament Acts del 1911 e del 1949 hanno anche limitato ad un mese il potere di veto sulle leggi riguardanti la tassazione e la finanza pubblica. Per una convenzione costituzionale (Salisbury convention), inoltre i Lord non si possono opporre alla legislazione promessa dal governo nel suo programma elettorale. Però il veto dei Lord non può essere aggirato in alcun modo dalla Camera dei Comuni.
I governi, comunque, per evitare sia la perdita di tempo, sia la pubblicità negativa di uno scontro con la Camera alta, accettano spesso di introdurre nella legislazione gli emendamenti proposti dalla stessa.
Fino al 2009, la Camera dei Lord è pure la corte di ultima istanza nel Regno Unito, anche se soltanto una parte dei suoi membri, i Law Lords, esercitava la giurisdizione. L'atto di riforma costituzionale del 2005 ha comunque istituito la Corte suprema del Regno Unito che, a partire dal 2009, sostituisce i Law Lords.

## Il sistema giudiziario
Il monarca nomina i giudici e i magistrati nelle Corti penali (Compresi i membri della Corte suprema) su designazione di commissioni indipendenti per la selezione dei giudici. La legge di riforma costituzionale del 2005 (il Constitutional Reform Act 2005, in vigore dal 2009) ha sottratto molti dei poteri prima detenuti dal Lord Cancelliere e li ha affidati ad altri esponenti del Governo britannico, in primo luogo al Ministro per gli Affari Costituzionali, recentemente creato.
Il sistema giuridico per l'Inghilterra e il Galles (sono separati quelli di Scozia e Irlanda del Nord), non dispone di un codice penale o civile, ma è fondata su 2 elementi di base:
- il diritto scritto (Statute), rappresentato dalle leggi emanate dal Parlamento (Act of Parliament) e pubblicate nello Statute Book;
- il diritto comune (Common Law), costituito dalle decisioni giudiziarie, dagli usi e consuetudini, chiamato così per distinguerlo da diritti speciali come quello romano o quello canonico. Quasi tutto il diritto penale è ora previsto normativamente da leggi (Act of Parliament), mentre la maggior parte del diritto civile dipende ancora dal diritto comune.

Le norme dell'Unione europea (regolamenti, direttive e decisioni) valgono anche per la Gran Bretagna, in virtù della sua adesione dal 1972, avendo primazia sul diritto nazionale.
Per i casi penali, esistono 2 tipi principali di tribunali:
- le Magistrates' Courts (o tribunali di primo grado), che si occupano di circa il 95% dei casi;
- le Crown Courts (Corte d'appello) per i reati più gravi.

Per i casi civili quali, questioni relative alla famiglia, alla proprietà, ai contratti, ecc. (regolate dal diritto civile) sono di solito trattate nelle County Courts, ovvero i Tribunali di contea.
Al vertice del sistema giudiziario vi è l'Alta Corte di Giustizia (High Court) che si occupa dei casi più complessi. È divisa in 3 sezioni specializzate:
- la Queen's Bench, che si occupa di contratti e fatti illeciti, diritto marittimo e commerciale;
- la Chancery Division, che si occupa di fallimento societario e personale;
- la Family Division, che si occupa di divorzio, adozione, ecc.

Esistono 400 Magistrates' Courts in Inghilterra e nel Galles, servite da circa 30.000 magistrati o giudici di pace (normali cittadini nominati dal Lord Cancelliere, ma scelti dalla comunità, simili ai nostri magistrati onorari).
Una Crown Court è presieduta da un giudice ma il verdetto viene raggiunto da una giuria di 12 cittadini, scelti casualmente dalle liste elettorali locali. Il giudice deve assicurarsi che il processo sia condotto correttamente e che la giuria venga aiutata a raggiungere la sua decisione grazie alla sua sintesi sugli elementi di prova.
Una persona condannata in una Magistrates' Court può ricorrere contro la sua decisione alla Crown Court. Qualora perda, il ricorso può essere presentato alla Corte d'Appello (Sezione penale).
Dal 2009 il tribunale di grado più elevato è la Corte suprema del Regno Unito, composta di 12 giudici. La Corte suprema decide casi che le vengono riferiti dalla Corte d'Appello, scegliendo quelli che ritiene più interessanti sotto il profilo giuridico. Decide anche sui conflitti di competenza legislativa derivati dalla Devolution.

### Scozia
Il sistema giuridico scozzese è simile a quello inglese, ma è più influenzato dal diritto romano, come gli altri sistemi in Europa.
I suoi principali tribunali sono le Sheriffs' Courts, per cause civili e penali e la Corte di sessione (The Court of Session) per cause civili. La Corte di sessione si suddivide in un Outer House (un tribunale di primo grado) e la Inner House (un tribunale di appello). La Inner House ha 2 Sezioni di 4 giudici, rispettivamente, uno sotto la direzione del Lord President, e le altre sotto il Lord Justice Clerk. I casi più gravi vanno alla High Court of Justiciary, che è il tribunale penale supremo.

### La professione legale
Nel Regno Unito la figura di avvocato è stata suddivisa in due diverse figure:
- I solicitor, che offrono assistenza legale a singole persone e organizzazioni operando principalmente in studi privati;
- i barrister, la cui funzione è principalmente legata a consulenze su temi legali di carattere specialistico richiesti dagli stessi solicitor e alle discussioni di casi in tribunale. Entrambi hanno mantenuto il proprio organismo di autoregolamentazione, ‘the Law Society’, i solicitors e ‘the Bar’ i barristers.

I soli 5.000 barristers esistenti costituiscono il ramo senior della professione di avvocato.
In Inghilterra e in Galles chi sceglie la strada del solicitor, dopo la laurea, deve completare il Legal Practice Course, della durata di un anno. Per accedervi è necessario iscriversi come studente all'albo della Law Society, simile all'Ordine forense italiano; per qualificarsi come barrister è necessario invece completare il Bar Vocational Course.
A tempo debito un avvocato di successo può essere nominato King's Counsel (KCs) (o Queen's Counsel (QCs)).
Per quanto riguarda i giudici, questi vengono nominati tutti dal Lord Cancelliere tra esperti ‘barristers’.
Attualmente vi sono 300 giudici assegnati alle County Courts, 50 alla High Court e altri 30 che appartengono ad una delle divisioni della High Court of Justice.
L'Inghilterra ha un numero basso di giudici professionali rispetto alla maggior parte dei paesi: otto per milione rispetto ai 34 negli Stati Uniti e ancor più in altre nazioni.
In teoria, e diversamente dai paesi continentali, il potere legislativo ed esecutivo in Gran Bretagna non sono separate. Il Lord Cancelliere infatti ha 3 distinte funzioni. Come capo della gerarchia giuridica, seleziona i giudici, i magistrati e i QCs. È lo Speaker (presidente) della Camera dei Lord ed è un membro del Gabinetto del governo e capo consulente legale.

## Dibattito sull'Unione Europea
Il Regno Unito è stato membro dell'Unione europea dal 1º gennaio 1973 al 31 gennaio 2020 con la possibilità, da parte dei cittadini britannici, di eleggere 73 membri del Parlamento Europeo. Il Regno Unito, però, non ha mai fatto parte dell'unione economica e monetaria dell'Unione europea, ovvero non ha mai adottato la moneta unica, l'euro, a causa dei forti dibattiti politici interni.
La questione del Regno Unito sui suoi legami con l'Unione Europea e dei poteri sovranazionali esercitati dalla UE, infatti, hanno agitato per diversi anni il dibattito politico, creando divisioni profonde anche all'interno dei vari partiti con la creazione, di fatto, di due fazioni opposte, quelli propensi ad una maggiore integrazione europea, i "Pro-European", e chi, invece, voleva un rafforzamento della sovranità nazionale britannica, anche con una fuoriuscita, "Brexit", dall'Unione europea, gli euroscettici.
A predominare sono questi ultimi che, con una vittoria del 52% al Referendum sulla permanenza del Regno Unito nell'Unione europea del 23 giugno 2016 hanno sancito la volontà di affrancarsi dall'Unione europea. Volontà culminata con l'uscita ufficiale dall'Unione europea il 30 gennaio 2020.

## Partecipazione alle organizzazioni internazionali
Banca africana di sviluppo, Asian Development Bank, Australia Group, Banca Europea per la Ricostruzione e lo Sviluppo, Banca dei regolamenti internazionali, Commonwealth delle nazioni, Banca caraibica di sviluppo (membro non-regionale), Comitato Zangger, Consiglio d'Europa, CERN, Partenariato Euro-Atlantico, Commissione economica per l'Africa (associato), Commissione economica per l'Europa delle Nazioni Unite, Commissione economica per l'America Latina e i Caraibi, Banca europea degli investimenti, Agenzia spaziale europea, Commissione economica e sociale per l'Asia e il Pacifico, Unione europea, Organizzazione delle Nazioni Unite per l'alimentazione e l'agricoltura, G5, G6, G7, G8, G10, Banca Interamericana di Sviluppo, Agenzia internazionale per l'energia atomica, Banca internazionale per la ricostruzione e lo sviluppo, Organizzazione Internazionale dell'Aviazione Civile, Camera di commercio internazionale, Corte penale internazionale, Confederazione Internazionale dei Sindacati Liberi, Croce Rossa e Mezzaluna Rossa Internazionale, Agenzia internazionale per lo sviluppo, Agenzia internazionale dell'energia, Fondo internazionale per lo sviluppo agricolo, Società finanziaria internazionale, Organizzazione idrografica internazionale, Organizzazione internazionale del lavoro, Fondo Monetario Internazionale, Organizzazione marittima internazionale, Inmarsat, Organizzazione internazionale dei satelliti per le telecomunicazioni (Intelsat), International Criminal Police Organization–Interpol, CIO, IOM (osservatore), ISO, ITU, MONUC, NAM (ospite), Organizzazione del Trattato dell'Atlantico del nord, NEA, NSG, ONU, Consiglio di sicurezza delle Nazioni Unite (membro permanente), Organizzazione degli Stati americani (osservatore), Organizzazione per la cooperazione e lo sviluppo economico, Organizzazione per la proibizione delle armi chimiche, OSCE, Corte permanente d'arbitrato, SPC, UNAMSIL, UNCTAD, UNESCO, UNFICYP, UNHCR, UNIDO, UNIKOM, UNMIBH, UNMIK, UNOMIG, UNRWA, UNTAET, UNU, UPU, Confederazione mondiale del lavoro, Organizzazione Mondiale delle Dogane, Unione europea occidentale, Organizzazione mondiale della sanità, Organizzazione mondiale per la proprietà intellettuale, Organizzazione meteorologica mondiale, Organizzazione mondiale del commercio.